# Viktor Medvedtsjoek

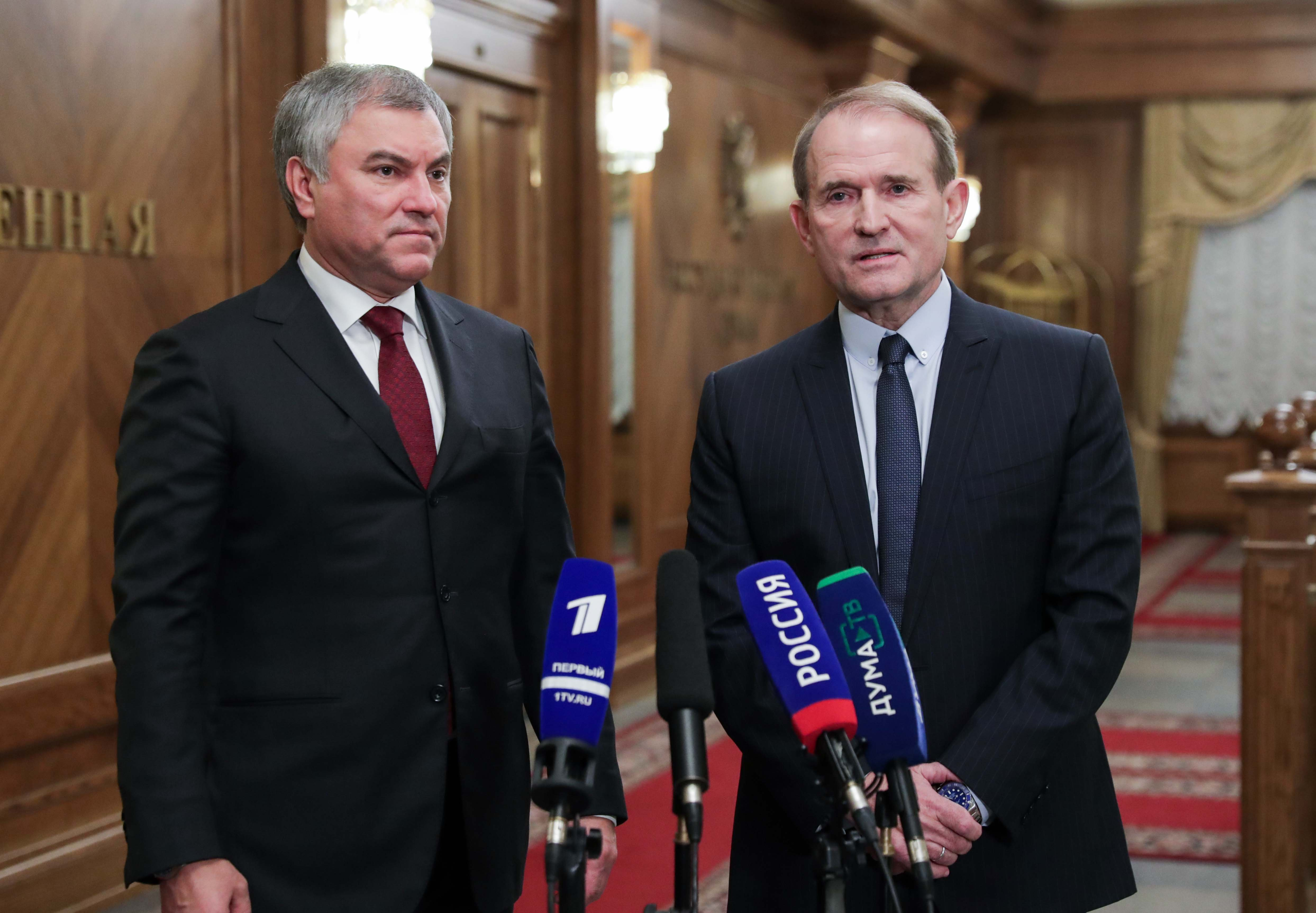
Viktor Medvedtsjoek (rechts) met Vjatsjeslav Volodin in in 2019

Viktor Volodymyrovytsj Medvedtsjoek (Oekraïens: Віктор Володимирович Медведчук) (Pochet (Abansky) (Kraj Krasnojarsk), 7 augustus 1954) is een Oekraïens zakenman (oligarch) en politicus. Hij staat te boek als een pro-Russisch politicus en persoonlijke vriend van de Russische president Vladimir Poetin.

## Biografie
Viktor Medvedtsjoek werd op 7 augustus 1954 geboren in Posjet in de Kraj Krasnojarsk van de toenmalige Russische Socialistische Federatieve Sovjetrepubliek, de belangrijkste deelstaat van de voormalige Sovjet-Unie. Hij is van etnisch Oekraïense komaf en zijn vader zou een Oekraïense nationalist zijn geweest.
Medvedtsjoek wilde aanvankelijk politieagent worden, maar vanwege een veroordeling voor mishandeling van een minderjarige werd hij niet toegelaten tot de politieacademie. Hij studeerde rechten aan de Nationale Taras Sjevtsjenko-universiteit van Kiev (1972-1978) en was nadien werkzaam als advocaat. Hij stond in die functie verschillende dissidenten bij. In 1990 richtte hij het Oekraïens-Amerikaans-Israëlische advocatenkantoor BIM op. Hij steunde het onafhankelijkheidsstreven van Oekraïense nationalisten en toonde zich een tegenstander van de staatsgreep van hardline communisten in augustus 1991 in Moskou die een Staatscomité van de Noodtoestand vormden met de bedoeling de hervormingen van president Michail Gorbatsjov van de USSR terug te draaien en ook het streven naar onafhankelijkheid van de verschillende Sovjetrepublieken tegen te gaan. Na het mislukken van de staatsgreep werd Oekraïne een onafhankelijke republiek (1991). 
Medvedtsjoek sloot zich aan bij de Sociaaldemocratische Partij van Oekraïne (Verenigd) (SDPU(o)). Van 1996 tot 1998 was hij vicevoorzitter en van 1998 tot 2006 was hij voorzitter van de SDPU(o). Voor die partij werd hij in 1997 in de Verchovna Rada (parlement) gekozen. Van 1998 tot 2001 bekleedde hij het vicevoorzitterschap van het parlement. Hij werd in 2001 gedwongen deze functie neer te leggen omdat hij beschuldigd werd van corruptie. Van 2002 tot 2005 was hij een van de belangrijkste adviseurs van president Leonid Koetsjma en van diens premier en beoogd opvolger Viktor Janoekovytsj. In 2002 werd hij eveneens lid van de Nationale Veiligheidsraad.
Met de Oranjerevolutie van 2005 kwam er een einde aan het bewind van Koetsjma en kwam er ook (tijdelijk) een einde aan de machtspositie van Medvedtsjoek. Inmiddels had Medvedtsjoek zich in antiwesterse richting ontwikkeld. Bij de parlementsverkiezingen van 2006 verloor Medvedtsjoek zijn zetel in het parlement.
In de tussentijd slaagde Medvedtsjoek erin een rijk man te worden, onder meer door investeringen in verschillende winstgevende projecten. Hij werd vooral een vermogend man door de handel in Russische olie. Vanwege zijn rijkdom en de wijze waarop hij die rijkdom wist te verwerven wordt hij gerekend tot de groep Oost-Europese oligarchen. Het Oekraïense blad Focus berekende zijn vermogen in 2008 op 460 miljoen Amerikaanse dollars.
In 2012 richtte Medvedtsjoek de organisatie Keuze van Oekraïne op die streeft naar toenadering tot Rusland, federalisering van Oekraïne en traditionele normen en waarden. Keuze van Oekraïne verzet zich fel tegen toetreding van het land tot de Europese Unie. De persoonlijke banden tussen Medvedtsjoek en de Russische president Poetin werden aangehaald. Kantoren van Keuze van Oekraïne werden door vandalen aangevallen en in brand gestoken, vooral in het westen van Oekraïne. In 2014 was hij een fel tegenstander van de betogers op het Maidan-plein in Kiev die demonstreerden tegen de regering van president Janoekovytsj, die door Medvedtsjoek werd gesteund. Na de Maidanrevolutie moest Janoekovytsj het veld ruimen en werd de prowesterse Petro Porosjenko president. De Krim werd geannexeerd door Rusland en in de Donbas werden de pro-Russische volksrepublieken Loegansk en Donetsk uitgeroepen. Deze twee separatistische republieken benoemden Medvedtsjoek tot hun onderhandelaar om tot een vergelijk te komen met de regering in Kiev. 
Medvedtsjoek vormde in december van 2018 het belangrijkste oppositieblok Oppositieplatform - Voor het Leven dat de belangen behartigt van Oekraïners en Russische Oekraïners in het oosten van het land die eerder op Rusland dan op het westen zijn georiënteerd. Bij de parlementsverkiezingen van 2019 werd Medvedtsjoek in de Verchovna Rada gekozen. 
Hij is een fel criticus van president Volodymyr Zelensky. Deze laatste besloot om in 2021 Medvedtsjoeks televisiestation te verbieden. Medvedtsjoek zelf werd in de loop van 2021 gearresteerd op beschuldiging van verraad. Hij zou militaire staatsgeheimen aan Rusland hebben doorverkocht. Medvedtsjoek ontkende alle aantijgingen, maar werd niettemin door de rechter onder huisarrest gesteld. Aan het begin van de Russische invasie van Oekraïne (februari 2022) wist Medvedtsjoek te ontsnappen. Hij werd echter in april 2022 gearresteerd. Na zijn arrestatie werd hij gefotografeerd in een uniform van het Oekraïense leger. Op 21 september 2022 werd hij, samen met 55 Russische krijgsgevangenen, geruild voor 215 Oekraïense krijgsgevangenen die waren gevangen genomen bij de belegering van Marioepol.

### Persoonlijk

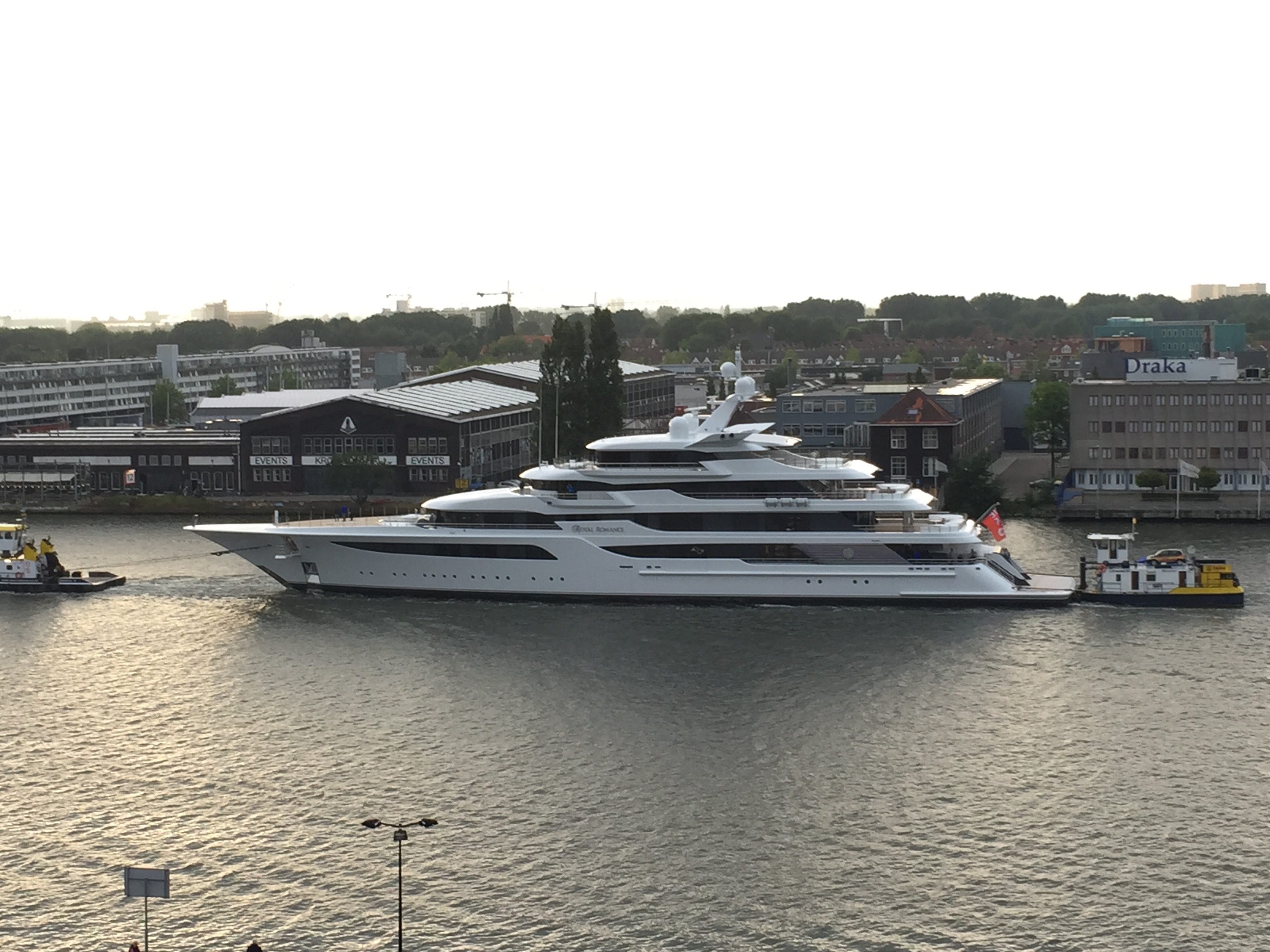
De Royal Romance in 2015

Medvedtsjoek is voor de derde keer getrouwd. Zijn huidige vrouw is Oksana Marsjenko. President Poetin is peetvader van de jongste dochter van Medvedtsjoek.
In het verleden was Medvedtsjoek eigenaar van de voetbalclub Dynamo Kiev.
Zijn vermogen wordt geschat op 1 miljard Amerikaanse dollars. Hij is de eigenaar van het jacht Royal Romance dat werd gebouwd door het Nederlandse bedrijf Feadship’s De Voogt Naval Architecture. In maart legden de Kroatische autoriteiten beslag op het schip, dat voor de kust van Rijeka voor anker lag.